# 北海道道975号開陽川北線
北海道道975号開陽川北線（ほっかいどうどう975ごう かいようかわきたせん）は、北海道標津郡中標津町と標津町を結ぶ一般道道である。

## 概要

### 路線データ
- 起点：北海道標津郡中標津町字開陽（北海道道150号摩周湖中標津線交点）
- 終点：北海道標津郡標津町字川北（国道244号交点）
- 総延長：16.478 km
- 実延長：11.664 km
- 重用延長：4.814 km

### 道路管理者
- 釧路総合振興局 釧路建設管理部 中標津出張所

## 歴史
- 1979年（昭和54年）4月17日 - 路線認定[1]。

## 路線状況

### 重複区間
- 北海道道775号上武佐計根別停車場線（中標津町字開陽〔起点〕 - 中標津町字武佐）

## 地理

### 通過する自治体
- 根室振興局
  - 標津郡中標津町
  - 標津郡標津町

### 交差する道路
中標津町
- 北海道道150号摩周湖中標津線 - 字開陽（起点）
- 北海道道775号上武佐計根別停車場線 - 字開陽（起点）、字武佐（重複）

標津町
- 国道244号 - 字川北（終点）